# Glaciar Fuerza Aérea
El glaciar Fuerza Aérea es un glaciar que bordea la costa oriental de bahía Discovery, desde el puerto Soberanía hasta la punta Ferrer en la isla Greenwich, islas Shetland del Sur, Antártida. 
La Expedición Antártica Chilena de 1947, al mando del capitán de navío Federico Guesalaga Toro, practicó un completo levantamiento de bahía Discovery/Chile y denominó a la mitad N del glaciar como Arquitecto Ripamonti Barros quien participó ese año en la construcción anexa a la base naval ubicada en puerto Soberanía, y glaciar Fuerza Aérea a la mitad S del mismo, en honor de la Fuerza Aérea de Chile que embarcó una delegación de 14 personas en la Expedición. Se comenzó a usar este nombre en las cartas chilenas partir del año 1949.
- Datos: Q5507225